# Ephydatia muelleri
Ephydatia muelleri är en svampdjursart som först beskrevs av Lieberkühn 1855.  Ephydatia muelleri ingår i släktet Ephydatia och familjen Spongillidae. Arten är reproducerande i Sverige. Inga underarter finns listade i Catalogue of Life.